# Maizy
Maizy ist eine französische Gemeinde mit 398 Einwohnern (Stand: 1. Januar 2022) im Département Aisne in der Region Hauts-de-France. Sie gehört zum Arrondissement Laon und zum Kanton Villeneuve-sur-Aisne.

## Lage
Die Gemeinde Maizy liegt an der Aisne und am parallel verlaufenden Aisne-Seitenkanal, 30 Kilometer östlich von Soissons. Nachbargemeinden von Maizy sind Œuilly, Pargnan, Cuissy-et-Geny und Beaurieux,  Cuiry-lès-Chaudardes (Berührungspunkt) im Nordosten, Concevreux im Osten, Muscourt im Südosten, Les Septvallons im Südwesten sowie Villers-en-Prayères im Westen.

## Bevölkerungsentwicklung
| Jahr                       | 1962 | 1968 | 1975 | 1982 | 1990 | 1999 | 2006 | 2015 | 2022 |
| -------------------------- | ---- | ---- | ---- | ---- | ---- | ---- | ---- | ---- | ---- |
| Einwohner                  | 391  | 375  | 407  | 358  | 394  | 353  | 393  | 423  | 398  |
| Quellen: Cassini und INSEE |      |      |      |      |      |      |      |      |      |

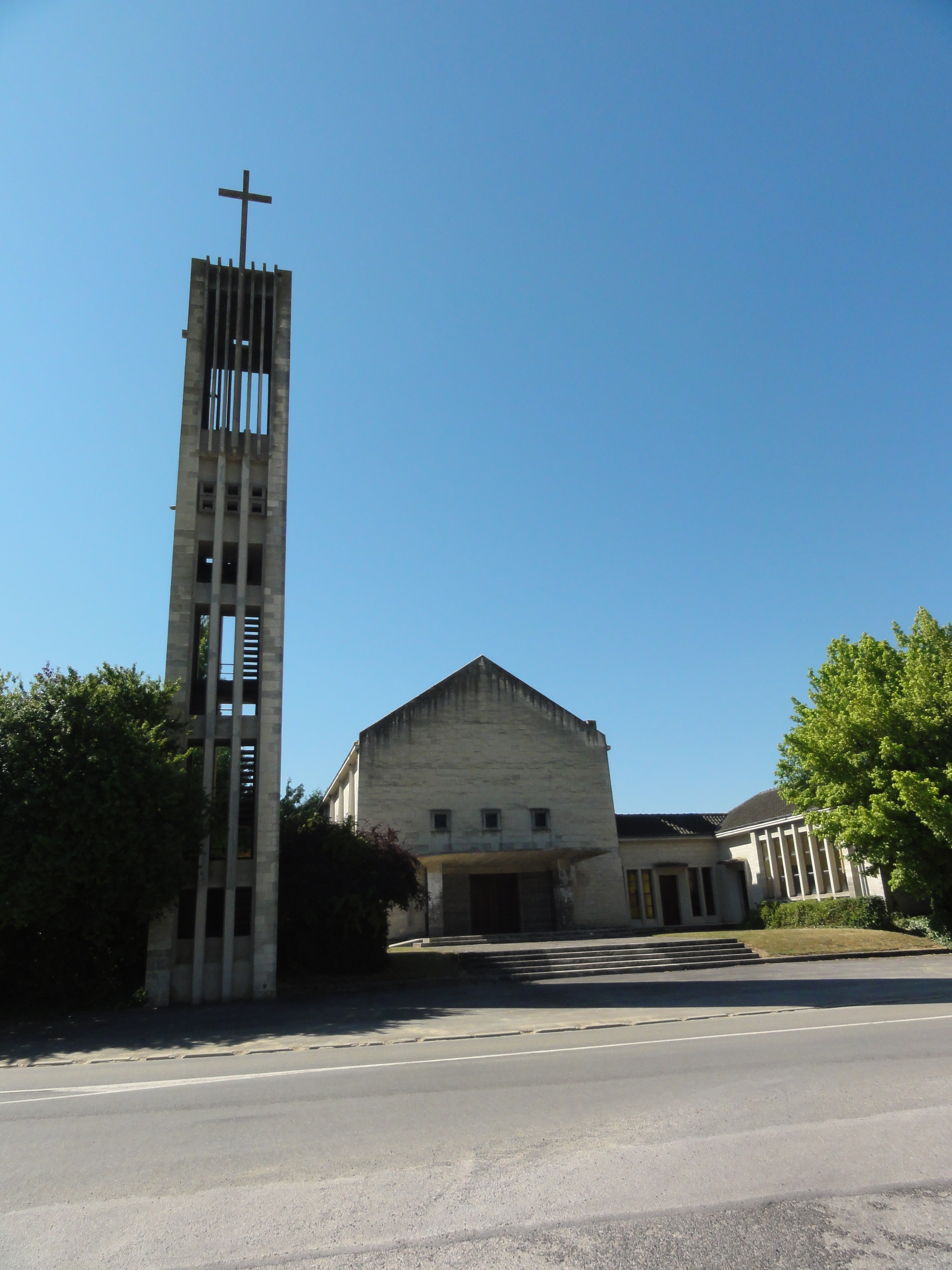
Kirche Saint-Martin
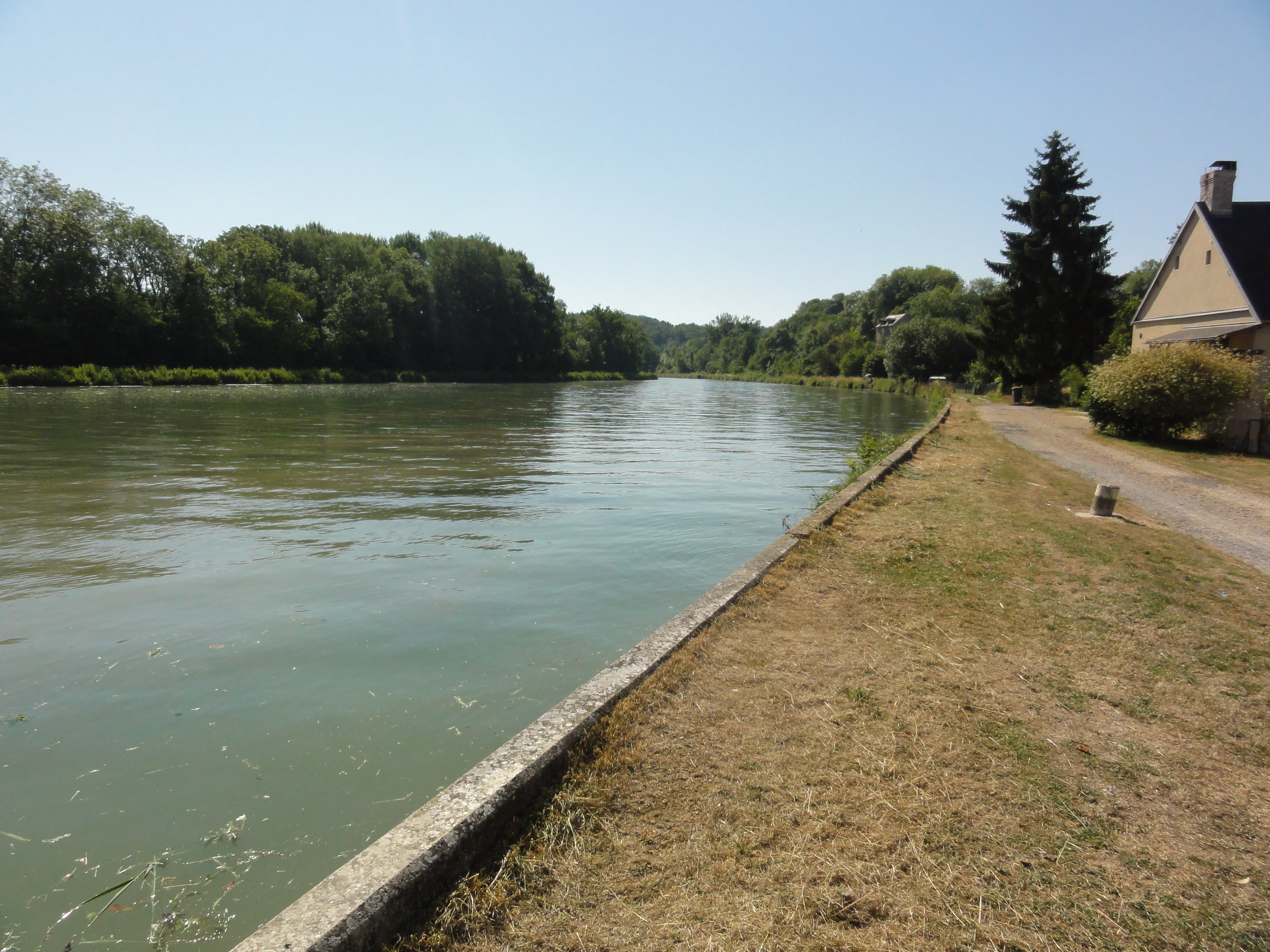
Aisne-Seitenkanal
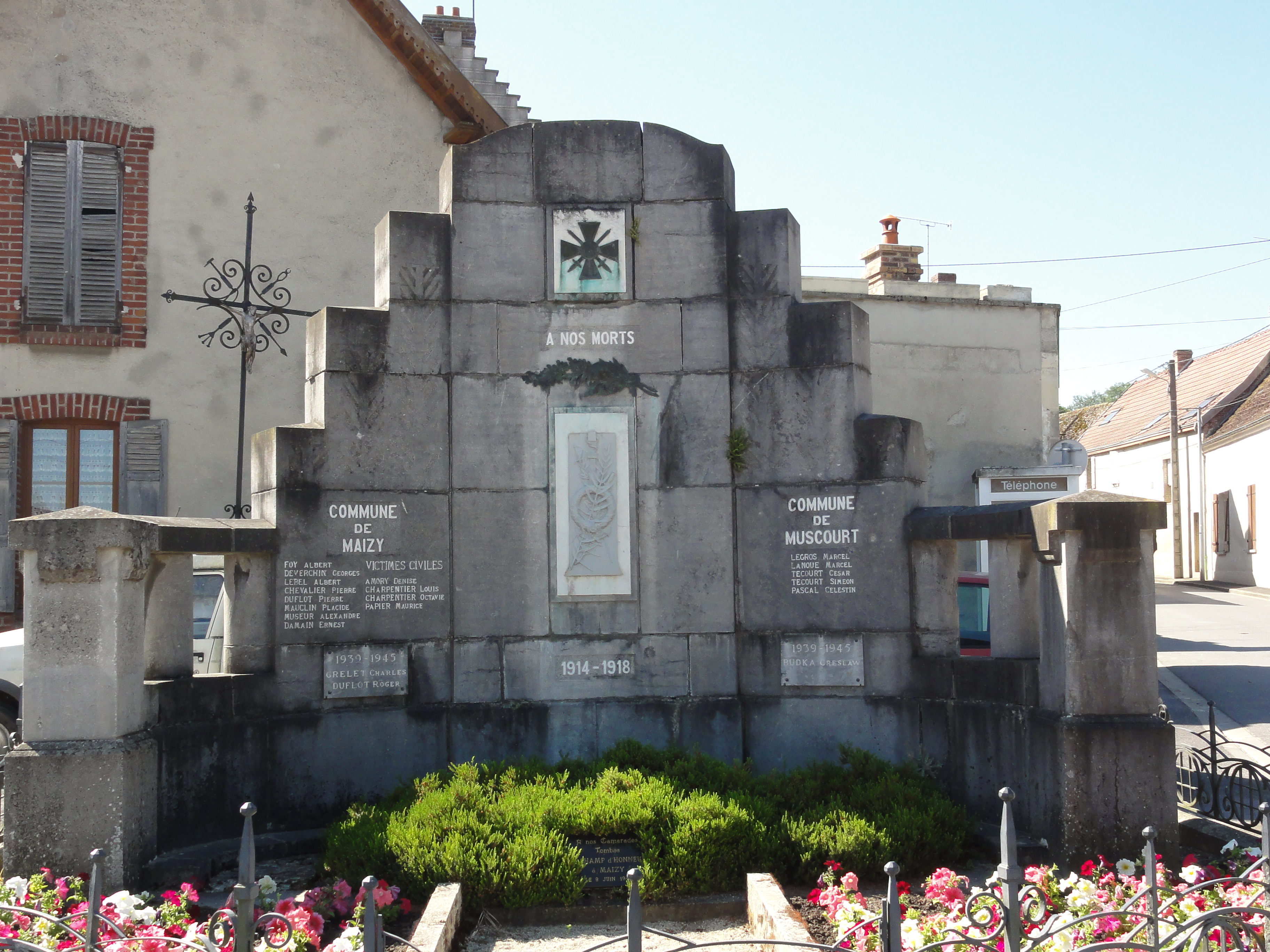
Gefallenendenkmal